# 何西·黎剎大橋
何西·黎剎大橋（英語：Jose Rizal Bridge），原名第十二大道南大橋（英語：12th Avenue South Bridge），又稱迪爾伯恩街大橋（英語：Dearborn Street Bridge），是美國西雅圖首座永久性的鋼結構橋樑，建於1911年；90號州際公路與第十二大道南從此橋跨越南迪爾伯恩街，並连接國際區與烽火山。1974年，為紀念菲律賓國父黎剎醫生，大橋被更改為現名，但西雅圖市民對該官方名字並不太熟悉。大桥在1982年以其原名被列於國家史蹟名錄上。
1999年，時任西雅圖市長保罗·谢尔計劃替西雅圖市內所有主要地標裝上燈光裝置，以慶祝千禧年的來臨，然而由於缺乏資金和後勤問題，最後只有兩座地標被安裝上燈光裝置，當中包括何西·黎剎大橋，至今大橋仍然是由泛光灯照明。
2002年，一名西雅圖警方綫人被殺害，其尸首被发现於大橋下一个无家可归者的露宿地點附近。

## 参見
- 西雅圖橋樑列表
- 被列於國家史蹟名錄上的西雅圖名勝列表（英语：National Register of Historic Places listings in Seattle）